# Rövşən Bayramov
Rovshan Bayramov (in azero Rövşən Bayramov; Baku, 7 maggio 1987) è un lottatore azero, specializzato nella lotta greco-romana.

## Palmarès
- Giochi olimpici

Pechino 2008: argento nei 55 kg.
Londra 2012: argento nei 55 kg.
- Mondiali

Canton 2006: argento nei 55 kg.
Herning 2009: bronzo nei 55 kg.
Istanbul 2011: oro nei 55 kg.
Las Vegas 2015: argento nei 59 kg.
- Europei

Mosca 2006: bronzo nei 55 kg.
Sofia 2007: oro nei 55 kg.
Tampere 2008: oro nei 55 kg.